# Archilestris geijskesi
Archilestris geijskesi là một loài ruồi trong họ Asilidae. Archilestris geijskesi được Papavero & Bernardi miêu tả năm 1974. Loài này phân bố ở vùng Tân nhiệt đới.